# Gamssulzenhöhle
Gamssulzenhöhle är en grotta i Österrike.   Den ligger i distriktet  Kirchdorf och förbundslandet Oberösterreich, i den centrala delen av landet.
Den högsta punkten i närheten är Seespitz, 1 574 meter över havet, sydöst om Gamssulzenhöhle.
I omgivningarna runt Gamssulzenhöhle växer i huvudsak blandskog. Runt Gamssulzenhöhle är det ganska glesbefolkat, med 43 invånare per kvadratkilometer. Närmaste större samhälle är Liezen, 13,5 km söder om Gamssulzenhöhle.